# Paroplapoderus angulipennis shaanxinsis
Paroplapoderus angulipennis shaanxinsis es una subespecie de coleóptero de la familia Attelabidae.

## Distribución geográfica
Habita en China.